# Schlacht um Odessa
1941: Białystok-Minsk – Dubno-Luzk-Riwne – Smolensk – Uman – Kiew – Odessa – Leningrader Blockade – Wjasma-Brjansk – Charkow – Rostow – Moskau – Tula

1942: Rschew – Charkow – Ljuban/Wolchow – Kertsch/Sewastopol – Fall Blau – Kaukasus – Stalingrad – Operation Mars

1943: Woronesch-Charkow – Operation Iskra – Nordkaukasus – Charkow – Kursk – Orjol – Donez-Mius – Donbass – Belgorod-Charkow – Smolensk – Dnepr – Kiew

1944: Dnepr-Karpaten – Leningrad-Nowgorod – Krim – Wyborg–Petrosawodsk – Operation Bagration – Lwiw-Sandomierz – Jassy–Kischinew – Belgrad – Petsamo-Kirkenes – Baltikum – Karpaten – Ungarn

1945: Kurland  – Weichsel-Oder – Ostpreußen – Westkarpaten – Niederschlesien – Ostpommern – Plattensee – Oberschlesien – Wien – Oder – Berlin – Prag
Die Schlacht um Odessa (russisch Одесская оборона) war eine Schlacht während des Deutsch-Sowjetischen Krieges im Zweiten Weltkrieg. Die Kämpfe um Odessa erfolgten vor allem zwischen rumänischen Truppen, verstärkt durch Teile der deutschen 11. Armee und sowjetischen Einheiten. Diese bestanden zu Beginn aus der 9. Armee und der später, am 20. Juli 1941, aufgestellten Selbständigen Küstenarmee, verstärkt durch Schiffe der Schwarzmeerflotte. Die Schlacht dauerte vom 5. August bis zum 16. Oktober 1941 und verzögerte damit entschieden den Vorstoß der Achsenmächte am südlichen Teil der Ostfront.

## Vorgeschichte
Nach dem Abschluss der Kämpfe in Bessarabien im Zuge des Unternehmens München hatten deutsche und rumänische Truppen Mitte Juli 1941 den Dnjestr erreicht und stellenweise überschritten. Am 27. Juli sandte Adolf Hitler dem rumänischen Diktator Marschall Antonescu einen Brief, in dem er ihn zur Teilnahme an der Fortsetzung der Operationen in der Ukraine aufrief und ihm das Gebiet zwischen Dnjestr und Südlichem Bug (das spätere Transnistria) in Aussicht stellte. Aus deutscher Sicht sollten die Rumänen die rechte Flanke der Heeresgruppe Süd absichern, damit diese ihren geplanten Hauptstoß gegen Kiew ausführen konnte.
Anfang August begann die rumänische 4. Armee die Überquerung des Dnjestr mit dem Auftrag, die Stadt Odessa einzunehmen. Die Rumänen unter General Ciupercă verfügten dazu über sieben Divisionen und eine Brigade.
Auf sowjetischer Seite stand ihr die am 20. Juli formierte Küstenarmee unter Georgi Sofronow gegenüber, die zu Beginn der Kämpfe über drei Schützendivisionen (25., 51. und 150.) und eine Kavalleriedivision verfügte. Die zu Kriegsbeginn übergeordnete 9. Armee (General Tscherewitschenko) der Südfront befand sich bereits auf dem Rückzug hinter den Bug. Große Teile der Bevölkerung Odessas wurden seit Ende Juli mit Hilfe der Schwarzmeerflotte evakuiert.
Am 3. August begann der Vormarsch der rumänischen 4. Armee (General Nicolae Ciupercă, ab 10. September Iosif Iacobici) über den unteren Dnjestr, das V. Korps erzwang den Übergang zwischen Tighina und Dubăsari. Marschall Budjonny übertrug der Küstenarmee am 6. August zusätzlich die 30. Schützendivision von der 9. Armee. General Sofronow sprach sich dennoch für eine Evakuierung seiner Truppen aus Odessa aus, wurde aber überstimmt. Die Küstenarmee erhielt nachhaltige Unterstützung durch die Schwarzmeerflotte unter Admiral Oktjabrski, welche als Verstärkung weitere Truppen, darunter Marineinfanterie zuführte. 100.000 Einwohner der Stadt nahmen an der Vorbereitung der Verteidigung teil. In kurzer Zeit wurden drei Verteidigungslinien gebaut sowie 250 Barrikaden in Odessa selbst.

## Verlauf
Zwischen 5. und 8. August wurde an den weiten Zugängen zur Stadt Odessa gekämpft. Anschließend zogen sich die Sowjets auf den äußeren Verteidigungsring zurück. Dieser befand sich 20 bis 25 Kilometer vor der Stadt. Bereits einen Tag später durchbrach die rumänische 1. Panzer-Division die erste Verteidigungslinie und stieß weiter auf den zweiten Ring zu. Am 13. August wurden die sowjetischen Linien im Osten der Stadt durchbrochen und Odessa somit von der Landseite vollständig eingeschlossen. Die rumänischen Panzertruppen erlitten dabei starke Verluste, weil sie lediglich in kleinen Gruppen und getrennt von oder schlecht mit der eigenen Infanterie agierten.
Nach der Einkesselung der Stadt wurde die Offensive von Marschall Antonescu am 16. August weitergeführt. Am 17. eroberten die rumänischen Truppen die Wasserreserven Odessas. Wiederholte sowjetische Gegenangriffe wurden dabei zurückgeschlagen. In der Nacht des 18. August beschädigten Torpedoboote der rumänischen Marine einen sowjetischen Zerstörer. Auch die Luftwaffe griff immer wieder in die Kämpfe der Bodentruppen ein, versuchte den maritimen Verkehr aus und nach Odessa zu unterbinden und zerstörte am 20. August einen sowjetischen Panzerzug. Am 19. August wurde der Odessaer Verteidigungsbezirk gegründet, die Führung übernahm der Kommandant der Marinebasis Odessa, Konteradmiral Gavrill Schukow. Am folgenden Tag wurde General Petrow
zum Kommandeur der 25. Tschapajewsker Schützendivision ernannt, welche zusammen mit der 95. Schützendivision (Generalmajor Worobjew) die Hauptlast der Verteidigung trug.
Am 20. August begannen die Achsenmächte mit einer neuen Offensive, an der 17 Divisionen und 7 Brigaden beteiligt waren, die sich um die Stadt konzentrierten:
- III. Korps, Generalmajor Vasile Atanasiu (2., 3., 7. und 11. Infanterie-Division)
- I. Korps, Generalmajor Teodor Ionescu (1. Garde- und 21. Infanterie-Division)
- IV. Korps, General Constantin Sănătescu (8. und 14. Infanterie-Division)
- V. Korps, Generalmajor Aurelian Sion (1., 4., 13. und 15. Infanteriedivision)
- XI. Korps, Constantin Constantinescu (6., 10. und 21. Infanteriedivision)
- Reserve: 5. Infanterie-, 1. Grenzwacht- und 1. Panzer-Division, 9. Kavalleriebrigade

Nach einem Monat lang andauernden Kämpfen kamen die Rumänen nur 10 bis 14 km an Odessa heran. Zwischen 5. und 24. August hatten die Angriffe der rumänischen 4. Armee bereits 27.307 Mann (5.329 Tote, 18.600 Verwundete und 3.378 Vermisste) an Verlusten gefordert. Bis zum 24. August wurde die Hauptverteidigungslinie der Roten Armee bei Kagarlyk in Richtung Karstal zurückgedrängt. Die rumänische Artillerie konnte aus ihren Stellungen heraus den Hafen der Stadt beschießen.
Zwischen dem 28. und 30. August erfolgte ein sowjetischer Gegenangriff, der die Angreifer zurückwarf und ihnen erst am letzten Tag die Initiative zurückgab. Zeitweise wurde der Ort Kubanka befreit. Beim erneuten Angriff der Invasoren wurden in Vakarzhany sowjetische Truppen eingekesselt und bis zum 3. September aufgerieben. Eine am 12. September aufgenommene Offensive musste bereits zwei Tage später abgebrochen werden, weil es der deutschen und rumänischen Artillerie an Munition mangelte.
Weil die Angriffe unter Generalleutnant Ciuperca trotz starker Übermacht nicht durchdrangen, wurde dieser am 10. September durch General Iosif Iacobici abgelöst. Am 22. September begannen die immer wieder von der See aus verstärkten sowjetischen Kräfte einen Gegenangriff. Die Achsenmächte wurden 5 bis 8 km zurückgedrängt und zwei rumänische Bataillone zerschlagen.
Nach dem deutschen Durchbruch auf die Krim am 29. September 1941 unter General Erich von Manstein und der Bedrohung des Donezbeckens sowie Sewastopols entschloss sich das Sowjetische Oberkommando zur Evakuierung Odessas. Vom 1. bis zum 16. Oktober wurden, um den Schutz der Halbinsel Krim zu verstärken, 86.000 Angehörige der Roten Armee sowie 15.000 Einwohner durch die Schwarzmeerflotte evakuiert. Die rumänische Luftwaffe flog Störangriffe auf die Evakuierungsflotte. Am 16. Oktober drangen die Streitkräfte der Achsenmächte in Odessa ein.

## Verluste und Folgen

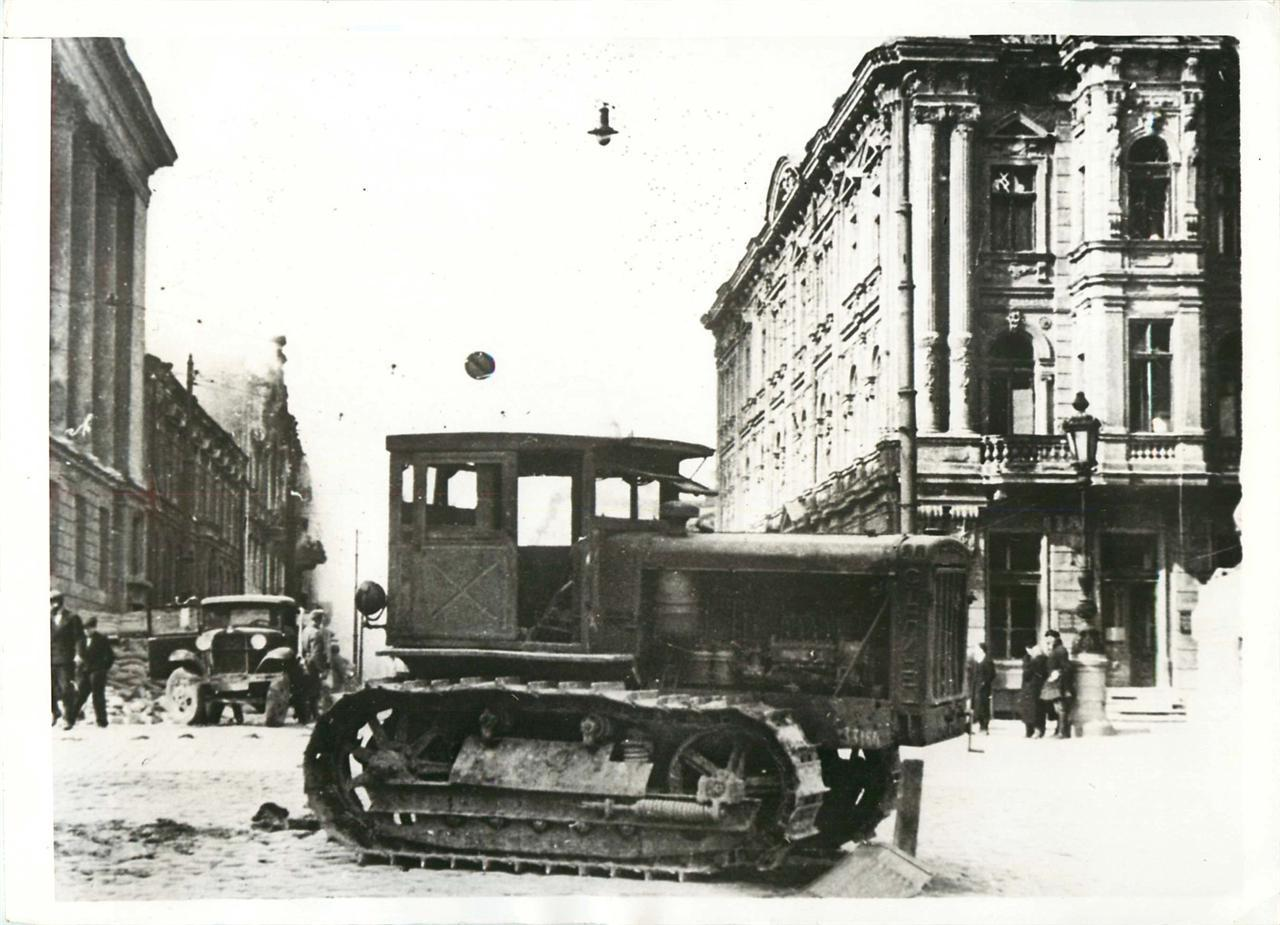
Zurückgelassene sowjetische Fahrzeuge und Barrikaden nach der Eroberung von Odessa im Oktober 1941

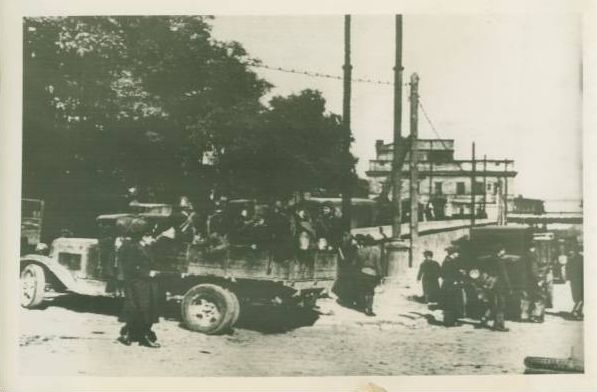
Rumänische Truppen in Odessa nach der Einnahme der Stadt

Die rumänische 4. Armee verlor in den Kämpfen um Odessa 92.545 Mann (davon 17.729 Tote, 63.345 Verwundete und 11.471 Vermisste). Die Rote Armee verlor nach eigenen Angaben 41.000 Mann (16.500 davon Tote und Vermisste).
Die durch die Schwarzmeerflotte evakuierten Einheiten der Roten Armee wurden im späteren Kriegsverlauf fast vollständig bei der Besetzung der Krim und der damit verbundenen Schlacht um Sewastopol vernichtet.
Vom 22. bis 24. Oktober 1941 fand hier das Massaker von Odessa statt, bei dem als Vergeltung für eine Bombenexplosion im rumänischen Hauptquartier zwischen 25.000 und 35.000 Juden ermordet wurden.
In den Katakomben von Odessa kämpften bis zur Befreiung von Odessa am 10. April 1944 sowjetische Partisanen gegen die rumänischen und deutschen Okkupanten.
Odessa blieb bis zum April 1944 rumänisch besetzt.

## Ehrungen
Am 22. Dezember 1942 stiftete das sowjetische Oberkommando eine Ehrenmedaille für die Verteidiger der Stadt. Am 1. Mai 1945 wurde Odessa zur Heldenstadt ernannt und durfte ab sofort den Leninorden und einen goldenen Stern im Stadtwappen führen. Anlässlich des 20. Jahrestags des Sieges über den Faschismus erschien am 8. Mai 1965 eine Briefmarkenserie mit der Stadt als Motiv.